# 英雄 (芒斯·塞默洛歌曲)
英雄是瑞典男歌手芒斯·塞默洛的單曲，於2015年2月28日透過瑞典華納音樂發行，並收錄於塞默洛的第六張錄音室專輯《完美破壞》中。歌曲以2015年瑞典旋律節冠軍得主的身分代表瑞典參加在奥地利維也納舉辦的2015年歐洲歌唱大賽。最終英雄以365分獲得比賽冠軍，這是瑞典第六個大賽冠軍。

## 製作與發行
英雄由安東·馬隆貝格·胡德·塞格斯塔德、喬伊·德布、蓮娜·德布共同創作，歌曲時長3分10秒，每分鐘124拍以a小調創作，芒斯·塞默洛的演唱音域位在G3至E6之間。曲風上被視為流行舞曲和電子流行。
歌曲於2015年2月28日透過瑞典華納音樂發行，並收錄於塞默洛的第六張錄音室專輯《完美破壞》中。為宣傳歌曲，瑞典華納還推出4首混音。

## 歐洲歌唱大賽

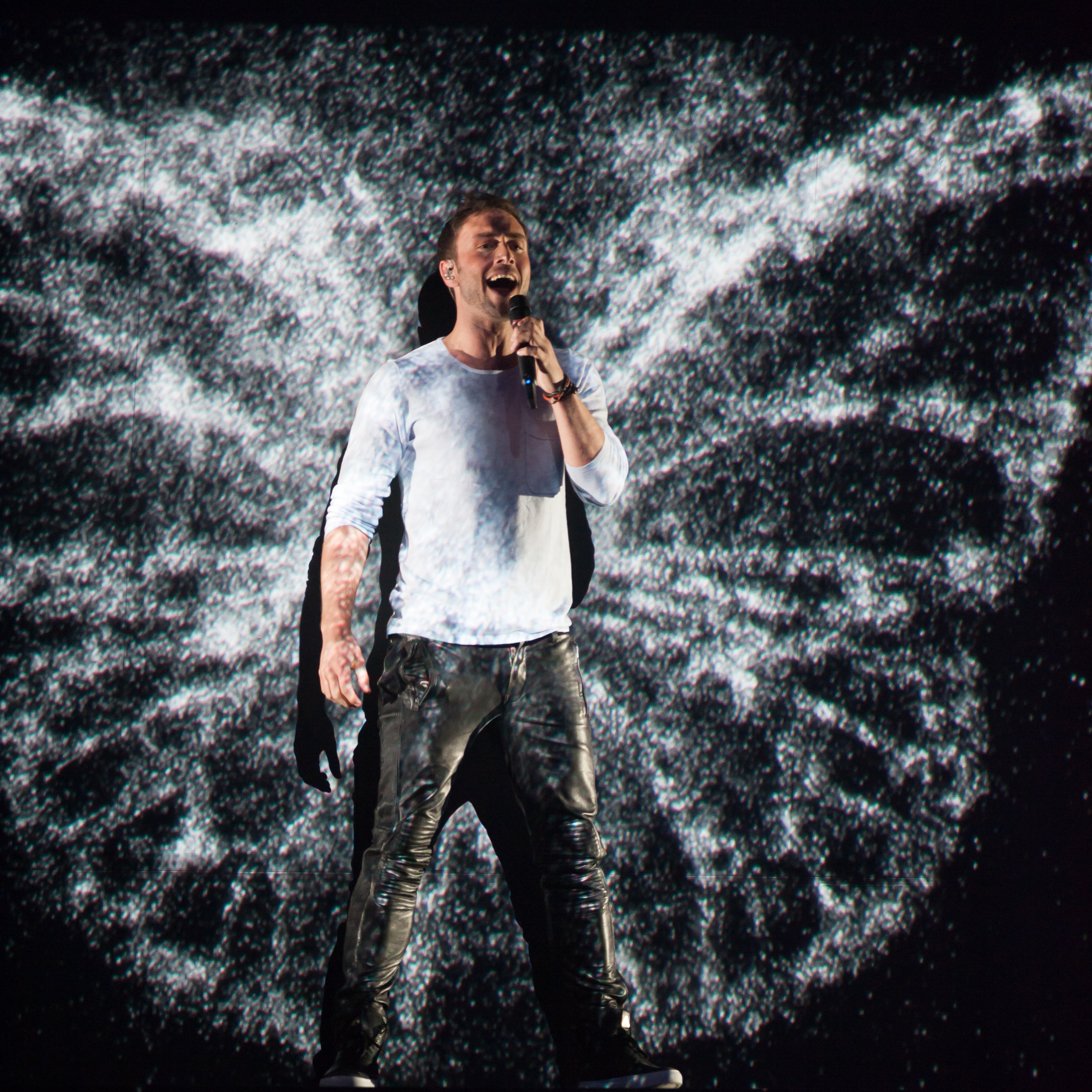
芒斯·塞默洛在2015年歐洲歌唱大賽

按照慣例，歐洲歌唱大賽的瑞典代表皆由瑞典旋律节產生。2015年，芒斯·塞默洛宣布將第三次參加瑞典旋律节。在2015年2月28日於厄勒布魯康佛杜姆競技場舉行的第四場預選賽的最後，塞默洛演唱此曲，並以預選賽第1名的成績進入總決賽。在決賽中，塞默洛被排在第6位出賽。最終塞默洛演唱的英雄獲得評審得分122分，觀眾得分166分，已遠超第2名的歌曲149分的288分獲得瑞典旋律节冠軍。
本屆歐洲歌唱大賽於奥地利維也納维也纳体育馆舉行，英雄經過「半決賽分配抽籤」被安排在5月21日舉行的第二場半決賽（Semi-final 2），最後一位演出。塞默洛身著灰色上衣和黑色皮長褲在舞台上演出，歌曲的舞台演出廣受好評。Smooth Radio表示舞台設計精妙。《明鏡》的菲利克斯·拜爾（Felix Bayer）稱讚歌手和投影動畫互動的巧思既創新又獨特。Wiwibloggs的內部評審團表示歌曲近乎完美，難以想像賽莫勒居然能夠和看不見的特效同步演出。《亮点》的延斯·迈尔（Jens Maier）稱瑞典向我們展示不用煙火和鼓風機也能帶來精彩表演。
塞默洛最終以217分獲得第二場半決賽冠軍，挺進決賽，其23日的決賽演出序位第10。決賽當天英雄以365分獲得冠軍，這是瑞典第6次奪冠。憑藉其優異表現，賽莫勒獲頒馬塞爾·貝桑松獎「歌手獎」。

## 專業評價
英國《獨立報》的基蘭·穆德利（Kiran Moodley）認為歌曲強而有力、製作精良，更不用說唱歌的人還是個帥哥。德國《明鏡》的菲利克斯·拜爾（Felix Bayer）稱英雄的電音做得比艾維奇、大衛·庫塔好，加上「喔喔喔」不覺的洗腦和聲，可以預見這首歌會變成電台熱門。Wiwibloggs根據內部評審團評價給予歌曲8.44/10分，評審團認為雖然這是首很棒的流行歌曲，但和今年其他選手相比，英雄明顯缺乏原創性。
英雄登上多個歐洲歌唱大賽歌曲評選。Smooth Radio評選歌曲為「歷年來最佳的15首歐洲歌唱大賽歌曲」第3名。英國媒體Metro將歌曲選為「過去10年來最受歡迎的歐洲歌唱大賽歌曲」第7名，表示英雄無疑是近年來最令人印象深刻的舞台，這首偉大的歌曲有著完美舞台和芒斯·塞默洛獨特的個性。將歌曲列為「2010年代百大歐洲歌唱大賽歌曲」第86名，評論稱不可否認賽莫勒能奪冠都要歸功於創新突破的視覺效果，但歌曲和舞蹈、舞台完美契合，賽莫勒的魅力更是點睛之筆。《獨立報》將歌曲列在「歷屆歐洲歌唱大賽冠軍歌曲排行」第38名，稱這首彷彿是大衛·庫塔出品的帥哥歌曲，儘管歌詞乏力，但舞台演出令人眼前為之一亮。而在《衛報》的「歷屆歐洲歌唱大賽冠軍歌曲排行」中，記者亚历克西斯·佩特里蒂斯（Alexis Petridis）將其排在第54名，佩特里蒂斯表示你對大衛·庫塔的喜愛程度決定了你有多喜歡英雄。在荷蘭公共廣播公司NPO Radio 2的民調中，英雄根據14國調查排名第3。

## 商業成績
歌曲一經發行便登上瑞典最熱榜第16名，在拿下瑞典旋律节冠軍的同時奪得榜單冠軍，英雄是2015年瑞典第15名受歡迎的歌曲，以實體和串流等價銷售超過20萬獲頒瑞典唱片業協會5白金認證。英雄還登上丹麥（第7）、芬蘭（第5）、挪威（第4）等北歐國家音樂排行榜，歌曲拿下冰島雙榜冠軍，國際唱片業協會丹麥分會和挪威分會均頒發金唱片認證。
英雄也在北歐外取得優異成績，它拿下奧地利、希臘和瑞士排行榜冠軍，位居比利时佛兰德、以色列亞軍，以及德國、盧森堡季軍。歌曲也成功登上英國單曲排行榜，排名第11名，截至2022年，英雄以第9名排在「英國最多串流點聽的歐洲歌唱大賽歌曲」中。

## 曲目列表
| CD   | CD     | CD   |
| 曲序 | 曲目   | 时长 |
| ---- | ------ | ---- |
| 1.   | Heroes | 3:10 |

| 混音版 | 混音版                          | 混音版 |
| 曲序   | 曲目                            | 时长   |
| ------ | ------------------------------- | ------ |
| 1.     | Heroes（B.o.Y混音版）           | 3:44   |
| 2.     | Heroes（7th Heaven混音版）      | 6:30   |
| 3.     | Heroes（Axento Extended混音版） | 5:09   |
| 4.     | Heroes（伊雷·柯塔夫混音版）     | 5:28   |

## 參與名單
來源：Qobuz
- 芒斯·塞默洛 – 主唱、主藝人
- 蓮娜·德布（英语：Linnea Deb） – 詞曲創作
- 安東·馬隆貝格·胡德·塞格斯塔德（英语：Anton Malmberg Hård af Segerstad） – 詞曲創作、製作人
- 喬伊·德布（英语：Joy Deb） – 詞曲創作、製作人

## 排行和銷量認證
| 排行榜（2015年）                          | 排名 |
| ----------------------------------------- | ---- |
| 澳大利亚（澳大利亚唱片业协会單曲榜）      | 19   |
| 奧地利（Ö3四十強單曲榜）                  | 1    |
| 比利时佛兰德（Ultratop五十強單曲榜）      | 2    |
| 比利時瓦隆（Ultratop五十強單曲榜）        | 6    |
| 獨立國協（Tophit電台榜）                  | 107  |
| 捷克（電台百大單曲榜）                    | 70   |
| 捷克（百強數位單曲榜）                    | 69   |
| 丹麥（Hitlisten）                         | 7    |
| 歐洲（《告示牌》Euro Digital Song Sales） | 6    |
| 芬蘭（芬蘭官方單曲榜）                    | 5    |
| 法國（法國唱片出版業公會單曲榜）          | 33   |
| 德國（德國官方單曲榜）                    | 3    |
| 希臘（《告示牌》）                        | 1    |
| 匈牙利（四十強單曲榜）                    | 12   |
| 冰島（Tonlist）                           | 1    |
| 冰島（RÚV）                               | 1    |
| 愛爾蘭（愛爾蘭唱片協會榜）                | 10   |
| 以色列（媒体森林）                        | 2    |
| 意大利（意大利音乐产业联盟）              | 87   |
| 盧森堡（《告示牌》）                      | 3    |
| 荷蘭（荷蘭四十強單曲榜）                  | 32   |
| 荷蘭（百大單曲榜）                        | 12   |
| 挪威（VG-lista）                          | 4    |
| 波蘭（波蘭百強電台榜）                    | 5    |
| 蘇格蘭（官方榜单公司單曲榜）              | 7    |
| 斯洛伐克（電台百大單曲榜）                | 48   |
| 西班牙（西班牙音樂製作協會）              | 8    |
| 瑞典（瑞典最熱榜）                        | 1    |
| 瑞士（瑞士热门音乐榜）                    | 1    |
| 英國（官方榜单公司單曲榜）                | 11   |
| 烏克蘭（Tophit電台榜）                    | 53   |

| 榜單（2015年）                       | 排名 |
| ------------------------------------ | ---- |
| 奧地利（Ö3四十強單曲榜）             | 42   |
| 比利时佛兰德（Ultratop五十強單曲榜） | 53   |
| 冰島（RÚV）                          | 34   |
| 波蘭（波蘭音像製品協會）             | 36   |
| 西班牙（西班牙音樂製作協會）         | 80   |
| 瑞典（瑞典最熱榜）                   | 15   |

| 國家或地區                         | 認證    | 認證單位/銷量 |
| ---------------------------------- | ------- | ------------- |
| 奧地利（國際唱片業協會奧地利分會） | 金      | 15,000‡       |
| 丹麥（國際唱片業協會丹麥分會）     | 金      | 45,000‡       |
| 挪威（國際唱片業協會挪威分會）     | 金      | 20,000‡       |
| 波蘭（波蘭音像製造商協會）         | 金      | 25,000‡       |
| 西班牙（西班牙音樂製作協會）       | 白金    | 40,000‡       |
| 瑞典（瑞典唱片業協會）             | 5× 白金 | 200,000‡      |
| ‡僅含認證的串流媒體+實際銷量       |         |               |

## 外部連結
- YouTube上的芒斯·塞默洛在決賽的演出

| 奖项与成就                     | 奖项与成就              | 奖项与成就                     |
| ------------------------------ | ----------------------- | ------------------------------ |
| 前任者： · 奥地利 · 如鳳凰升起 | 歐洲歌唱大賽冠軍 2015年 | 繼任者： · 乌克兰 · 賈瑪拉1944 |